# آتش‌سوزی بیمارستان قائم رشت
آتش‌سوزی بیمارستان قائم رشت نام حادثه‌ای است که در بامداد ۲۹ خرداد ۱۴۰۳ رخ داد و باعث جان‌باختن حداقل ۱۰ نفر شد.

## شرح حادثه
آتش‌سوزی در ساعت ۰۱:۳۰ بامداد روز سه‌شنبه ۲۹ خرداد ۱۴۰۳ شروع شد و سه ساعت ادامه داشت. به‌گفته رئیس سازمان آتش‌نشانی رشت، منشأ این حادثه، اتاق تأسیسات برق اضطراری (یوپی‌اس) واقع در زیرزمین این بیمارستان خصوصی بوده است.
پس از آتش‌سوزی ۱۴۲ بیمار از بیمارستان منتقل شدند که ۳۳ نفر از این آمار، مربوط به بخش مراقب‌های ویژه است. در این حادثه ۱۰ نفر از بیماران به علت قطعی برق بخش آی‌سی‌یو و «خفگی بر اثر تنفس دود زیاد» کشته شدند. برخی از شاهدان عینی گزارش داده‌اند که کارکنان این بیمارستان برای تخلیه اضطراری دو ساعت تعلل کرده‌اند. همچنین اظهاراتی مشابه، حاکی از از رفتار غیرحرفه‌ای آتش‌نشانان و ایجاد التهاب در رسانه‌ها منتشر شد. در زمان حادثه، بیمارستان فاقد سیستم اطفای حریق بوده است.
در پی این آتش‌سوزی بیمارستان تعطیل شد و چهار نفر در ارتباط با آن بازداشت شدند.